# Фурченій-Векі
Фурченій-Векі (рум. Furcenii Vechi) — село у повіті Галац в Румунії. Входить до складу комуни Космешть.
Село розташоване на відстані 183 км на північний схід від Бухареста, 71 км на північний захід від Галаца, 147 км на південь від Ясс, 134 км на схід від Брашова.

## Населення
За даними перепису населення 2002 року у селі проживали 1349 осіб, з них 1348 осіб (99,9%) румунів. Рідною мовою 1348 осіб (99,9%) назвали румунську.